# Brušperk
Brušperk (in tedesco: Braunsberg) è una città della Repubblica Ceca, nel distretto di Frýdek-Místek, nella Regione di Moravia-Slesia.